# Krajna (Chorwacja)
Krajna – wieś w Chorwacji, w żupanii virowiticko-podrawskiej, w gminie Čačinci. W 2011 roku liczyła 15 mieszkańców.